# Юнусова, Ольга Петровна
О́льга Петро́вна Юну́сова (1918―2005) – свинарка Имбежского свиноводческого совхоза Уярского района Красноярского края, Герой Социалистического труда (1966).

## Биография
Ольга Петровна Юнусова родилась в семье крестьянина 24 октября 1918 года в деревне Спиридоновка (ныне Лениногорского района Республики Татарстан).
Её родители вскоре переехали в Сибирь в поисках лучшей доли. Ольге едва исполнился один год, когда умерла мать. Отец снова женился и девочка испытала на себе все классические прелести мачехиной любви. В возрасте восьми лет её отдали в чужую семью, нянчить их детей. Таким образом, она с малых лет привыкла к нелегкому труду. Ольга помогала в работе по хозяйству: доила корову, ухаживала за домашним скотом. Вместе со всеми ездила в поле, косила сено, пасла коров и овец.
В 1937 году Ольга начала работать свинаркой в совхозе «Имбежский» в посёлке Запасной Имбеж Партизанского района Красноярского края. Здесь старалась стабильно добиваться высоких показателей в среднесуточном приросте живой массы поросят.
Свиноводство было основной отраслью в совхозе «Имбежский» и труженники этого коллектива достигли таких показателей, что в четырёх пятилетках стала победителем социалистического соревнования среди хозяйств треста «Свинпром» на территории Красноярского края. В этом немалый вклад Юнусовой, которая добилась того, что прирост среднесуточной живой массы поросят в её группе составлял 476 граммов. На течение 15 лет этот её показатель был наивысшим по хозяйству.
Указом Президиума Верховного Совета СССР от 22 марта 1966 года за достигнутые успехи в развитии животноводства, увеличении производства и заготовок мяса и другой продукции Ольге Петровне Юносовой было присвоено звание Героя Социалистического Труда с вручением Ордена Ленина и Золотой медали «Серп и Молот».
В 1969 году Ольга Юнусова вышла на заслуженный отдых, но проработала еще около 10 лет. Неоднократно избиралась депутатом Партизанского районного и поселкового Советов депутатов. Награждена орденом Ленина (22 марта 1966 года) и медалями.
Жила в посёлке Запасной Имбеж в Партизанском районе, где умерла 22 июля 2005 года.